# Јокнапатафа
Јокнапатафа (енгл. Yoknapatawpha) имагинарни је округ, који је у својим делима створио амерички писац и нобеловац Вилијам Фокнер. Заснован је на стварном округу Лафајет, држава Мисисипи, где је Фокнер провео већи део свога живота. Средиште Јокнапатафе је апокрифни град Џеферсон, у који је Фокнер објединио градове Рипли, Њу Албани и Оксфорд, стварне градове у округу Лафајет, у којима је провео део свог живота (у првом је живео до своје пете године, у другом се родио, а у трећем је провео остатак свог живота, мада не и у континуитету). Сам писац ће Јокнапатафу касније називати својим апокрифним округом. Округ је први пут описан у роману Сарторис, односно у његовом изворнику Заставе у прашини, а Фокнер је касније све своје романе, изузев њих три (Стуб, Дивље палме и Бајка), сместио у овај измишљени свет.
Фокнер је своју Јокнапатафу креирао изразито прецизно, скоро реалистички, пазивши на скоро сваки детаљ. На крају романа Авесаломе, Авесаломе! додао је и ручно нацртану мапу округа испод које је написао: Вилијам Фокнер, једини власник и поседник. На мапи су детаљно обележене локације одигравања великог броја његових дела, а проучаваоци и данас раде на томе да прецизно одреде и остале локације. Проучаваоци су побројали преко 2000 ликова, који се појављују у петнаестак романа и у преко седамдесет приповедака, чија је радња смештена у овај Фокнеров свет.
Према Фокнеровој замисли земља која чини Јокнапатафу изворно је припадала индијанском племену Чикасо. Ситуација се променила негде око 1800. године, када су је населили белци. Пре грађанског рата, округ се састојао од неколико великих робовласничких плантажа: Луиса Грениера на југоистоку, Макаслина на североистоку, Сатпена на северозападу, и плантажа Компсона и Сарториса у непосредној близини Џеферсона. Касније је округ расцепкан на малене фармерске поседе. У округу је 1936. живело 25 661 становника, од којих су 6 298 били белци, а 19 313 црнци.